# Tendō
Tendō (天童市, Tendō-shi) est une ville située dans la préfecture de Yamagata, au Japon.

## Géographie

### Démographie
Lors du recensement national de 2010, la population de Tendō s'élevait à 62 710 habitants répartis sur une superficie de 113,01 km2 (densité de population de 555 hab./km2).

## Économie
Tendō est le centre traditionnel de la fabrication des pièces de shōgi, la variante japonaise du jeu d'échecs et détient presque 95 % de leur production.

## Villes jumelées
- Marostica (Italie)

## Transports
La ville de Tendō est desservie par la ligne Shinkansen Yamagata, à la gare de Tendō.